# Ingende
Ingende est une localité, chef-lieu du territoire de Ingende, dans la province de l'Équateur en république démocratique du Congo.

## Géographie
Située sur la rive gauche de la rivière Ruki, elle est desservie par la route nationale RN8 au sud-est du chef-lieu provincial Mbandaka.

## Administration
Chef-lieu territorial de 6 712 électeurs enrôlés pour les élections de 2018, la localité a le statut de commune rurale de moins de 80 000 électeurs, elle compte 7 conseillers municipaux en 2019.

## Population
Le recensement date de 1984,.
| 1984 | 2004  | 2012  |
| ---- | ----- | ----- |
| -    | 3 415 | 4 116 |